# Delegado Carlos Augusto
Carlos Augusto Nogueira Pinto (Rio de Janeiro, 19 de agosto de 1975) é um delegado, professor e político brasileiro filiado ao Partido Liberal (PL). Atualmente é comentarista de segurança pública no programa SBT Rio e ex-deputado estadual pelo Rio de Janeiro.
Foi delegado na 16ª DP, na Barra da Tijuca. Em 2008, apurou a ocorrência do jogador Ronaldo, que se envolveu numa confusão com três travestis. Na época, o atleta se disse vítima de extorsão, enquanto que os travestis alegavam que ele teria dado calote em um programa. Outra ocorrência que fez o delegado parar nas manchetes foi a da prisão do jogador Romário, na época acusado de não pagar pensão alimentícia dos dois filhos mais velhos.
Em 2014, passou a ser comentarista de segurança pública no programa SBT Rio. Em 2016, concorreu à prefeitura de Nova Iguaçu.
Em 2018, foi eleito deputado estadual pelo PSD com 56 969 votos. Presidiu a Comissão de Segurança Pública e Assuntos de Polícia da ALERJ.
Sua principal bandeira é a segurança pública, já tendo aprovado dois projetos que visam dificultar a ação de milícias no Estado do Rio de Janeiro. Em junho de 2020, foi convidado pelo governado Wilson Witzel para ocupar o cargo de secretário de Polícia Civil, contudo, ele não aceitou.